# 第89回天皇杯全日本サッカー選手権大会
第89回天皇杯全日本サッカー選手権大会（だい89かい てんのうはいぜんにほんサッカーせんしゅけんたいかい）は、2009年9月19日から2010年1月1日に開催された天皇杯全日本サッカー選手権大会である。

## 概要
1996年の第76回大会以来、Jリーグ全チームと都道府県代表にその他のシードチームを加えて最大82チームによるトーナメント戦を行い、その他のシードチームの出場枠により総チーム数を調整してきたが、2009年はJリーグに3チームが加盟した結果、従来のJリーグチームを上位シードとした組み合わせを実施することが困難となった。
そこで今大会からは、決勝大会の組み合わせ方法について以下のように見直した。
- シードとなるJリーグチームの初戦をラウンド32（＝4回戦。J1の上位16チーム）およびラウンド64（＝3回戦。J1の下位チーム及びJ2）から、ラウンド64のみ（＝2回戦。J1・J2とも）に変更。
- 本大会での1チームあたりの最大試合数を8から7に変更（旧：5回戦の次が準々決勝、新：4回戦の次が準々決勝）。

これにより、シードを40チームとした88チームでのトーナメント実施が可能となり、Jリーグ36チームに加えて日本フットボールリーグ (JFL) 上位4チームを1回戦免除のシードとした。そうした変更について日本サッカー協会会長（当時）の犬飼基昭は「国内のサッカーレベル向上」と「番狂わせによる大会の質の向上」を期待する発言をしている。
なお、試合方式や優勝チームへの特典は前回までと同様。
ベガルタ仙台がJ2リーグ所属チームとしては第81回の川崎フロンターレ、第86回のコンサドーレ札幌以来、3チーム目のベスト4入りを果たした。

## スケジュール
試合会場については後述の試合結果を参照のこと。斜体の日付は予備日（欄外「注」参照）。
| 1回戦    | 9月19日、20日、21日     | 都道府県代表チーム、大学シードチームの出場 |
| 2回戦    | 10月10日、11日、12日    | J1/J2チーム、JFLシードチームの出場         |
| 3回戦    | 10月31日、11月1日、11日 |                                            |
| 4回戦    | 11月14日、15日          |                                            |
| 準々決勝 | 12月12日、13日          |                                            |
| 準決勝   | 12月29日                |                                            |
| 決勝     | 2010年1月1日            |                                            |

### 注
1. ↑  2009Jリーグヤマザキナビスコカップ決勝に出場するFC東京、川崎フロンターレが3回戦に進出した場合の当該試合が対象。
2. ↑  準々決勝に残ったチームがFIFAクラブワールドカップ2009に出場していた場合、当該チームの試合を12月26日に開催する予定としていたが、これに該当チームがなかったため、同日は試合を行っていない。

## 出場チーム

### J1リーグ
- モンテディオ山形（14年連続18回目）
- 鹿島アントラーズ（18年連続26回目）
- 浦和レッズ（44年連続45回目）
- 大宮アルディージャ（14年連続15回目）
- ジェフユナイテッド千葉（23年連続45回目）
- 柏レイソル（15年連続42回目）
- FC東京（16年連続16回目）
- 川崎フロンターレ（15年連続26回目）
- 横浜F・マリノス（31年連続32回目）[1]

- アルビレックス新潟（14年連続18回目）
- 清水エスパルス（18年連続18回目）
- ジュビロ磐田（30年連続33回目）
- 名古屋グランパス（19年連続33回目）
- 京都サンガF.C.（16年連続27回目）
- ガンバ大阪（29年連続29回目）
- ヴィッセル神戸（19年連続23回目）
- サンフレッチェ広島（38年連続58回目）
- 大分トリニータ（14年連続14回目）

### J2リーグ
- コンサドーレ札幌（28年連続29回目）
- ベガルタ仙台（15年連続16回目）
- 水戸ホーリーホック（14年連続14回目）
- 栃木SC（12年連続12回目）
- ザスパ草津（7年連続7回目）
- 東京ヴェルディ（34年連続35回目）
- 横浜FC（11年連続11回目）
- 湘南ベルマーレ（38年連続38回目）
- ヴァンフォーレ甲府（14年連続18回目）

- カターレ富山（2年連続2回目）[2]
- FC岐阜（4年連続4回目）
- セレッソ大阪（16年連続41回目）
- ファジアーノ岡山（2年連続2回目）
- 徳島ヴォルティス（19年連続21回目）
- 愛媛FC（11年連続11回目）
- アビスパ福岡（16年連続18回目）
- サガン鳥栖（16年連続18回目）[3]
- ロアッソ熊本（10年連続10回目）[4]

### JFL
第11回日本フットボールリーグの第17節（全34節）終了時点の上位4チーム。
- SAGAWA SHIGA FC（3年連続3回目）[5]
- ガイナーレ鳥取（10年連続12回目）
- 横河武蔵野FC（9年ぶり2回目）
- ジェフリザーブズ（2年連続4回目）

### 大学
第33回総理大臣杯全日本大学サッカートーナメント優勝校。
- 福岡大学（3年ぶり25回目）

### 都道府県代表
- 北海道 - ノルブリッツ北海道（3年ぶり4回目）
- 青森県 - 八戸大学（2年ぶり8回目）
- 岩手県 - グルージャ盛岡（2年連続3回目）
- 宮城県 - ソニー仙台FC（4年連続12回目）
- 秋田県 - TDK SC（8年連続16回目）
- 山形県 - FCパラフレンチ米沢（初出場）
- 福島県 - 福島ユナイテッドFC（2年連続2回目）
- 茨城県 - 流通経済大学（4年連続6回目）
- 栃木県 - ヴェルフェたかはら那須（初出場）
- 群馬県 - アルテ高崎（2年連続8回目）
- 埼玉県 - 尚美学園大学（2年連続3回目）
- 千葉県 - 順天堂大学（2年ぶり13回目）
- 東京都 - 明治大学 （2年ぶり12回目）
- 神奈川県 - 東海大学（4年ぶり10回目）
- 山梨県 - FC甲運（初出場）
- 長野県 - 松本山雅FC（2年連続4回目）
- 新潟県 - JAPANサッカーカレッジ（2年ぶり9回目）
- 富山県 - ヴァリエンテ富山（初出場）
- 石川県 - ツエーゲン金沢（3年連続6回目）
- 福井県 - サウルコス福井（2年連続2回目）
- 静岡県 - Honda FC（15年連続34回目）
- 愛知県 - FC刈谷（2年ぶり13回目）
- 三重県 - 三重中京大学（3年ぶり4回目）
- 岐阜県 - FC岐阜SECOND（2年連続2回目）

- 滋賀県 - びわこ成蹊スポーツ大学（3年ぶり3回目）
- 京都府 - 佐川印刷SC（3年連続6回目）
- 大阪府 - 関西大学（3年ぶり13回目）
- 兵庫県 - 関西学院大学（6年ぶり19回目）
- 奈良県 - 奈良クラブ（初出場）
- 和歌山県 - アルテリーヴォ和歌山（初出場）
- 鳥取県 - SC鳥取ドリームス（初出場）
- 島根県 - 浜田FCコスモス（初出場）
- 岡山県 - 三菱自動車水島FC（2年ぶり10回目）
- 広島県 - 福山大学（2年連続4回目）
- 山口県 - レノファ山口（2年ぶり8回目）
- 香川県 - カマタマーレ讃岐（5年連続11回目）
- 徳島県 - 徳島ヴォルティス・セカンド（4年連続4回目）
- 愛媛県 - 愛媛FCしまなみ（初出場）
- 高知県 - 高知大学（7年連続14回目）
- 福岡県 - ニューウェーブ北九州（2年連続2回目）[6]
- 佐賀県 - 佐賀東高校（初出場）
- 長崎県 - V・ファーレン長崎 （2年ぶり3回目）
- 熊本県 - 熊本学園大学（初出場）
- 大分県 - 日本文理大学（2年連続5回目）
- 宮崎県 - ホンダロック（3年連続8回目）
- 鹿児島県 - 鹿屋体育大学（2年ぶり8回目）
- 沖縄県 - 沖縄かりゆしFC（3年連続6回目）

## 試合スケジュール

### 1回戦
| #1 2009年9月20日 | アルテ高崎                                      | 3 - 0 | FC甲運 | 群馬県立敷島公園サッカー・ラグビー場 |  |
|                  | 大越崇司 43分 · 久保田圭一 61分 · 大谷昌司 71分 |       |        |                                      |  |

| #2 2009年9月20日 | 東海大学      | 1 - 0 | 順天堂大学 | 大和市営大和スポーツセンター競技場 |  |
|                  | 早嵜大輔 15分 |       |            |                                    |  |

| #3 2009年9月19日 | FC岐阜SECOND  | 1 - 3 | JAPANサッカーカレッジ                 | 長良川球技メドウ |  |
|                  | 松江克樹 69分 |       | 植田雅之 44分 · 宇野沢祐次 65分, 80分 |                  |  |

| #4 2009年9月20日 | アルテリーヴォ和歌山      | 2 - 3 | 佐賀東高校                                  | 紀三井寺運動公園陸上競技場 |  |
|                  | 田丸誠 21分 · 森祐輔 88分 |       | 岡本翔吾 30分 · 赤﨑秀平 57分 · 松山嵩 83分 |                            |  |

| #5 2009年9月20日 | 流通経済大学                                                      | 5 - 0 | FCパラフレンチ米沢 | ひたちなか市総合運動公園陸上競技場 |  |
|                  | 張志旭 20分, 46分 · 千明聖典 30分, 56分 · フランク・ベロカル 44分 |       |                    |                                    |  |

| #6 2009年9月19日 | ノルブリッツ北海道 | 0 - 4 | 福岡大学                                            | 札幌厚別公園競技場 |  |
|                  |                    |       | 牟田雄祐 40分 · 永井謙佑 22分 · 石津大介 42分, 70分 |                    |  |

| #7 2009年9月20日 | 福山大学 | 0 - 1 | V・ファーレン長崎 | 福山市竹ヶ端運動公園陸上競技場 |  |
|                  |          |       | 幸野屋敏行 82分   |                                |  |

| #8 2009年9月20日                | 福島ユナイテッドFC                | 3 - 3 (3 - 1 PK戦)                    | 尚美学園大学                      | Jヴィレッジスタジアム |  |
|                                 | 村瀬和隆 22分, 83分 · 時崎塁 36分 |                                       | 山本恭平 6分, 7分 · 小谷駿介 63分 |                       |  |
|                                 |                                   | PK戦                                  |                                   |                       |  |
| 金基洙 金功青 深澤幸次 金生谷仁 |                                   | 山本恭平 海老澤宏樹 竹内隆平 金井靖記 |                                   |                       |  |

| #9 2009年9月19日                                                          | 三菱水島FC    | 1 - 1 (6 - 7 PK戦)                                                    | レノファ山口  | 桃太郎スタジアム |  |
|                                                                           | 山下聡也 83分 |                                                                       | 大野達也 20分 |                  |  |
|                                                                           |               | PK戦                                                                  |               |                  |  |
| 山下聡也 田平謙 松下晋也 清水俊典 尾上勇也 後藤裕馬 萩生田真也 池ノ谷晋里 |               | 福原康太 大野達也 柏原渉 安田忠臣 伊藤博幹 吉次陽 吉田健次郎 兒玉光史 |               |                  |  |

| #10 2009年9月19日 | カマタマーレ讃岐 | 1 - 0 | SC鳥取ドリームス | 香川県営サッカー・ラグビー場 |  |
|                   | 佐藤亨 52分      |       |                  |                              |  |

| #11 2009年9月19日 | TDK SC     | 1 - 2 | ソニー仙台FC                | 秋田県立中央公園陸上競技場 |  |
|                   | 横山聡 1分 |       | 町田多聞 32分 · 今田傑 65分 |                            |  |

| #12 2009年9月20日 | ツエーゲン金沢 | 1 - 0 (延長) | 関西学院大学 | 石川県西部緑地公園陸上競技場 |  |
|                   | 古部健太 111分 |              |              |                              |  |

| #13 2009年9月19日 | 松本山雅FC    | 1 - 0 | FC刈谷 | 長野県松本平広域公園総合球技場 |  |
|                   | 柿本倫明 28分 |       |        |                                |  |

| #14 2009年9月19日 | 三重中京大学 | 0 - 7 | Honda FC                                                                                        | 三重県営鈴鹿スポーツガーデンサッカー・ラグビー場 |  |
|                   |              |       | 新田純也 24分, 79分 · 35分 (o.g.) · 鈴木弘大 36分 · 70分 (o.g.) · 川島啓吾 71分 · 早坂良太 89分 |                                                  |  |

| #15 2009年9月20日 | 沖縄かりゆしFC                                      | 4 - 1 | 徳島ヴォルティス・セカンド | 北谷公園陸上競技場 |  |
|                   | 櫻田真平 12分, 41分 · 浅野大地 35分 · 木島徹也 43分 |       | 坂井優介 56分              |                    |  |

| #16 2009年9月20日 | ホンダロック                                | 4 - 0 | 熊本学園大学 | 宮崎市生目の杜運動公園陸上競技場 |  |
|                   | 原田洋志 19分, 43分, 50分 · 山下優一郎 48分 |       |              |                                  |  |

| #17 2009年9月21日 | 愛媛FCしまなみ | 0 - 4 | 高知大学                                            | ニンジニアスタジアム |  |
|                   |                |       | 香川大樹 39分 · 實藤友紀 60分 · 芝野創太 73分, 84分 |                      |  |

| #18 2009年9月21日 | 鹿屋体育大学                | 2 - 0 | 浜田FCコスモス | 鹿児島県立鴨池陸上競技場 |  |
|                   | 與那嶺偉 12分 · 中筋誠 57分 |       |                |                          |  |

| #19 2009年9月20日 | 日本文理大学  | 1 - 0 | ニューウェーブ北九州 | 大分スポーツ公園サッカー・ラグビー場 |  |
|                   | 砂本貴洋 60分 |       |                      |                                      |  |

| #20 2009年9月20日 | グルージャ盛岡      | 2 - 4 | 明治大学                                                     | 盛岡南公園球技場 |  |
|                   | 中田洋介 13分, 89分 |       | 山田大記 2分 · 蛭田達也 43分 · 山村佑樹 63分 · 阪野豊史 78分 |                  |  |

| #21 2009年9月20日 | 奈良クラブ    | 1 - 0 | サウルコス福井 | 奈良県立橿原公苑陸上競技場 |  |
|                   | 矢部次郎 61分 |       |                |                            |  |

| #22 2009年9月21日 | びわこ成蹊スポーツ大学 | 0 - 1 | 佐川印刷SC    | 皇子山陸上競技場 |  |
|                   |                        |       | 中井義樹 17分 |                  |  |

| #23 2009年9月20日 | ヴェルフェたかはら那須                                           | 4 - 3 (延長) | 八戸大学                                     | 栃木市総合運動公園陸上競技場 |  |
|                   | 本田洋一郎 22分 · 高秀賢史 101分 · 種倉寛 107分 · 遠藤雄二 112分 |              | 今野豪 87分 · 堀江成也 95分 · 佐藤裕平 114分 |                              |  |

| #24 2009年9月20日 | ヴァリエンテ富山 | 0 - 7 | 関西大学                                                                                            | 富山県総合運動公園陸上競技場 |  |
|                   |                  |       | 金園英学 22分, 69分 · 田中裕人 51分 · 西岡謙太 60分 · 清水孝太 63分 · 西口大輔 73分 · 佐藤悠希 79分 |                              |  |

### 2回戦
| #25 2009年10月11日 | 鹿島アントラーズ    | 1 - 0 | アルテ高崎 | 県立カシマサッカースタジアム |  |
|                    | マルキーニョス 79分 |       |            |                              |  |

| #26 2009年10月11日                  | 愛媛FC                    | 2 - 2 (2 - 4 PK戦)            | アビスパ福岡                  | ニンジニアスタジアム |  |
|                                     | ドド 21分 · 内村圭宏 44分 |                               | 黒部光昭 41分 · 中払大介 72分 |                      |  |
|                                     |                           | PK戦                          |                               |                      |  |
| 田中俊也 三上卓哉 田森大己 内田健太 |                           | 高橋泰 中島崇典 鈴木惇 阿部嵩 |                               |                      |  |

| #27 2009年10月11日 | ヴィッセル神戸                                            | 5 - 0 | 東海大学 | ホームズスタジアム神戸 |  |
|                    | 茂木弘人 10分, 27分, 40分 · 石櫃洋祐 47分 · ボッティ 67分 |       |          |                        |  |

| #28 2009年10月11日                         | 柏レイソル | 0 - 0 (4 - 2 PK戦)            | ジェフリザーブズ | 柏の葉公園総合競技場 |  |
|                                            |            |                               |                  |                      |  |
|                                            |            | PK戦                          |                  |                      |  |
| 栗澤僚一 大谷秀和 菅沼実 フランサ 村上佑介 |            | 市原充喜 蓮沼剛 乾達朗 福田建 |                  |                      |  |

| #29 2009年10月11日 | サンフレッチェ広島                                                             | 5 - 0 | JAPANサッカーカレッジ | コカ・コーラウエスト広島スタジアム |  |
|                    | 服部公太 9分 · 髙萩洋次郎 25分 · 柏木陽介 37分 · 髙柳一誠 53分 · 平繁龍一 80分 |       |                       |                                    |  |

| #30 2009年10月10日 | サガン鳥栖                                                              | 5 - 0 | 佐賀東高校 | 佐賀県総合運動場陸上競技場 |  |
|                    | 山瀬幸宏 44分 · 63分 (o.g.) · トジン 72分 · 池田圭 88分 · サムエル 89分 |       |            |                            |  |

| #31 2009年10月11日 | ガンバ大阪                                                                                  | 5 - 2 | 流通経済大学                  | 万博記念競技場 |  |
|                    | 佐々木勇人 28分 · 明神智和 34分 · ペドロ・ジュニオール 37分 · 播戸竜二 53分 · ルーカス 81分 |       | 細貝竜太 19分 · 船山貴之 39分 |                |  |

| #32 2009年10月10日 | 水戸ホーリーホック | 2 - 3 (延長) | 福岡大学                                       | ひたちなか市総合運動公園陸上競技場 |  |
|                    | 荒田智之 9分, 55分 |              | 藤田直之 8分 · 高橋祐太郎 70分 · 永井謙佑 97分 |                                    |  |

| #33 2009年10月11日 | V・ファーレン長崎 | 0 - 4 | 横浜F・マリノス                           | 長崎県立総合運動公園陸上競技場 |  |
|                    |                   |       | 坂田大輔 14分 · 渡邉千真 44分, 51分, 56分 |                                |  |

| #34 2009年10月11日 | セレッソ大阪 | 1 - 2 | 福島ユナイテッドFC          | 大阪長居スタジアム |  |
|                    | 乾貴士 44分  |       | 小田切啓 13分 · 時崎塁 89分 |                    |  |

| #35 2009年10月11日 | 川崎フロンターレ                                                  | 6 - 1 | レノファ山口 | 等々力陸上競技場 |  |
|                    | 鄭大世 22分, 46分, 54分 · レナチーニョ 59分, 77分 · 井川祐輔 88分 |       | 柏原渉 23分  |                  |  |

| #36 2009年10月11日                | カターレ富山 | 0 - 0 (4 - 1 PK戦)         | ファジアーノ岡山 | 富山県総合運動公園陸上競技場 |  |
|                                   |              |                            |                  |                              |  |
|                                   |              | PK戦                       |                  |                              |  |
| 上園和明 長山一也 舩津徹也 西野誠 |              | 武田英明 喜山康平 小林優希 |                  |                              |  |

| #37 2009年10月11日 | FC東京                                                                    | 4 - 0 | カマタマーレ讃岐 | 味の素スタジアム |  |
|                    | 梶山陽平 10分 · 鈴木達也 16分 · ブルーノ・クアドロス 35分 · 赤嶺真吾 42分 |       |                  |                  |  |

| #38 2009年10月10日 | ザスパ草津                                | 3 - 1 | SAGAWA SHIGA FC | 群馬県立敷島公園サッカー・ラグビー場 |  |
|                    | 櫻田和樹 37分 · 後藤涼 43分 · 都倉賢 46分 |       | 山根伸泉 79分   |                                      |  |

| #39 2009年10月11日 | ソニー仙台FC                    | 2 - 4 | 大宮アルディージャ                              | 秋田県立中央公園陸上競技場 |  |
|                    | 町田多聞 85分 · 大久保剛志 86分 |       | 市川雅彦 20分, 72分 · ドゥドゥ 22分 · マト 82分 |                            |  |

| #40 2009年10月10日 | ベガルタ仙台  | 1 - 0 | ツエーゲン金沢 | ユアテックスタジアム仙台 |  |
|                    | 関口訓充 90分 |       |                |                          |  |

| #41 2009年10月11日 | 松本山雅FC                      | 2 - 0 | 浦和レッズ | 長野県松本平広域公園総合球技場 |  |
|                    | 柿本倫明 12分 · 阿部琢久哉 72分 |       |            |                                |  |

| #42 2009年10月11日 | FC岐阜        | 1 - 0 | 栃木SC | 岐阜メモリアルセンター長良川競技場 |  |
|                    | 佐藤洸一 55分 |       |        |                                    |  |

| #43 2009年10月11日                                            | 大分トリニータ                              | 3 - 3 (4 - 3 PK戦)                                  | 横河武蔵野FC                                   | 大分市営陸上競技場 |  |
|                                                               | 高松大樹 76分 · 金崎夢生 89分 · 東慶悟 99分 |                                                     | 池上寿之 50分 · 金守貴紀 63分 · 小山大樹 113分 |                    |  |
|                                                               |                                             | PK戦                                                |                                                |                    |  |
| 家長昭博 高松大樹 フェルナンジーニョ 宮沢正史 東慶悟 藤田義明 |                                             | 池上寿之 関野達也 太田康介 林俊介 金守貴紀 冨岡大吾 |                                                |                    |  |

| #44 2009年10月12日 | ジェフユナイテッド千葉                        | 3 - 0 | Honda FC | フクダ電子アリーナ |  |
|                    | 巻誠一郎 49分 · 和田拓三 62分 · 新居辰基 81分 |       |          |                    |  |

| #45 2009年10月10日 | 名古屋グランパス                                                    | 4 - 0 | 沖縄かりゆしFC | ウェーブスタジアム刈谷 |  |
|                    | 三都主アレサンドロ 42分 · ブルザノヴィッチ 68分, 80分 · 巻佑樹 86分 |       |                |                        |  |

| #46 2009年10月11日 | 東京ヴェルディ | 0 - 1 | ホンダロック  | 国立西が丘サッカー場 |  |
|                    |                |       | 前田悠佑 84分 |                      |  |

| #47 2009年10月11日 | ジュビロ磐田                  | 2 - 0 | 高知大学 | ヤマハスタジアム |  |
|                    | 犬塚友輔 42分 · 船谷圭祐 81分 |       |          |                  |  |

| #48 2009年10月11日 | 徳島ヴォルティス | 1 - 3 | 鹿屋体育大学              | 徳島市球技場 |  |
|                    | 倉貫一毅 3分     |       | 桃井宏和 13分, 39分, 89分 |              |  |

| #49 2009年10月11日 | モンテディオ山形              | 2 - 0 | 日本文理大学 | NDソフトスタジアム |  |
|                    | 赤星貴文 29分 · 廣瀬智靖 33分 |       |              |                    |  |

| #50 2009年10月10日 | 湘南ベルマーレ | 0 - 1 | 明治大学      | 平塚競技場 |  |
|                    |                |       | 三田啓貴 61分 |            |  |

| #51 2009年10月11日 | 奈良クラブ | 0 - 3 | アルビレックス新潟                               | テクノポート福井スタジアム |  |
|                    |            |       | エヴェルトン・サントス 6分, 15分 · 矢野貴章 43分 |                            |  |

| #52 2009年10月11日                  | ロアッソ熊本                   | 2 - 2 (2 - 4 PK戦)              | 横浜FC                         | 熊本県民総合運動公園陸上競技場 |  |
|                                     | 吉井孝輔 49分 · 西森正明 115分 |                                 | 八田康介 72分 · 難波宏明 119分 |                                |  |
|                                     |                                | PK戦                            |                                |                                |  |
| 西森正明 福王忠世 矢野大輔 中山悟志 |                                | 安孝錬 片山奨典 八田康介 西田剛 |                                |                                |  |

| #53 2009年10月11日 | 清水エスパルス                      | 2 - 0 | 佐川印刷SC | アウトソーシングスタジアム日本平 |  |
|                    | 原一樹 46分 · マルコス・パウロ 82分 |       |            |                                  |  |

| #54 2009年10月11日 | コンサドーレ札幌            | 2 - 1 | ガイナーレ鳥取 | 札幌厚別公園競技場 |  |
|                    | 西嶋弘之 28分 · キリノ 87分 |       | 冨山達行 7分   |                    |  |

| #55 2009年10月10日 | 京都サンガF.C.                                            | 4 - 0 | ヴェルフェたかはら那須 | 西京極陸上競技場 |  |
|                    | 林丈統 15分 · 柳沢敦 24分 · 宮吉拓実 76分 · ディエゴ 79分 |       |                        |                  |  |

| #56 2009年10月11日                             | ヴァンフォーレ甲府                            | 3 - 3 (4 - 3 PK戦)                             | 関西大学                            | 山梨県小瀬スポーツ公園陸上競技場 |  |
|                                                | 東間勇気 39分 · 金信泳 63分 · マラニョン 82分 |                                                | 金園英学 21分, 61分 · 佐藤悠希 34分 |                                  |  |
|                                                |                                               | PK戦                                           |                                     |                                  |  |
| 山本英臣 森田浩史 マラニョン 國吉貴博 林健太郎 |                                               | 清水孝太 平野史明 宇佐美宏和 西岡謙太 金園英学 |                                     |                                  |  |

### 3回戦
| #57 2009年10月31日 | 鹿島アントラーズ                              | 3 - 0 | アビスパ福岡 | カシマサッカースタジアム |  |
|                    | 興梠慎三 22分 · 野沢拓也 35分 · ダニーロ 42分 |       |              |                          |  |

| #58 2009年10月31日 | ヴィッセル神戸  | 1 - 0 | 柏レイソル | ホームズスタジアム神戸 |  |
|                    | 大久保嘉人 69分 |       |            |                        |  |

| #59 2009年10月31日 | サンフレッチェ広島            | 2 - 3 | サガン鳥栖                                              | コカ・コーラウエスト広島スタジアム |  |
|                    | 盛田剛平 53分 · 佐藤寿人 56分 |       | 山瀬幸宏 17分 · 渡邉将基 61分 · ハーフナー・マイク 89分 |                                    |  |

| #60 2009年10月31日 | ガンバ大阪                                                            | 6 - 1 | 福岡大学      | 万博記念競技場 |  |
|                    | 遠藤保仁 21分 · ルーカス 33分, 53分, 64分 · 加地亮 58分 · 下平匠 87分 |       | 永井謙佑 49分 |                |  |

| #61 2009年11月1日 | 横浜F・マリノス                                               | 4 - 1 | 福島ユナイテッドFC | 日産スタジアム |  |
|                   | 渡邉千真 11分 · 坂田大輔 17分 · 田中裕介 43分 · 狩野健太 74分 |       | 時崎悠 72分        |                |  |

| #62 2009年11月11日 | 川崎フロンターレ                            | 3 - 1 | カターレ富山    | 等々力陸上競技場 |  |
|                    | 黒津勝 29分 · 木村祐志 70分 · 矢島卓郎 78分 |       | 川崎健太郎 44分 |                  |  |

| #63 2009年11月11日 | FC東京                                        | 3 - 2 | ザスパ草津                  | 長崎県立総合運動公園陸上競技場 |  |
|                    | 佐原秀樹 32分 · 中村北斗 63分 · 平山相太 76分 |       | 都倉賢 58分 · 高田保則 81分 |                                |  |

| #64 2009年10月31日 | 大宮アルディージャ | 1 - 2 (延長) | ベガルタ仙台                 | NACK5スタジアム大宮 |  |
|                    | マト 37分          |              | 中島裕希 27分 · 梁勇基 102分 |                     |  |

| #65 2009年10月31日 | 松本山雅FC    | 1 - 4 | FC岐阜                                                        | 秋田市八橋運動公園陸上競技場 |  |
|                    | 小林陽介 60分 |       | 吉本一謙 22分 · 佐藤洸一 55分 · 高木和正 81分 · 西川優大 85分 |                              |  |

| #66 2009年11月1日 | 大分トリニータ      | 2 - 3 | ジェフユナイテッド千葉              | 九州石油ドーム |  |
|                   | 金崎夢生 77分, 89分 |       | 工藤浩平 28分 · 米倉恒貴 68分, 86分 |                |  |

| #67 2009年11月1日 | 名古屋グランパス            | 2 - 0 | ホンダロック | 名古屋市瑞穂公園陸上競技場 |  |
|                   | 吉村圭司 68分 · 78分 (o.g.) |       |              |                            |  |

| #68 2009年10月31日 | ジュビロ磐田                                   | 3 - 1 (延長) | 鹿屋体育大学 | ヤマハスタジアム |  |
|                    | 那須大亮 16分 · イ・グノ 91分 · 前田遼一 119分 |              | 中筋誠 89分  |                  |  |

| #69 2009年10月31日 | モンテディオ山形 | 0 - 3 | 明治大学                                      | NDソフトスタジアム |  |
|                    |                  |       | 三田啓貴 27分 · 山本紘之 60分 · 阪野豊史 85分 |                    |  |

| #70 2009年10月31日 | アルビレックス新潟                                          | 3 - 1 | 横浜FC       | 東北電力ビッグスワンスタジアム |  |
|                    | 松尾直人 17分 · 矢野貴章 28分 · マルシオ・リシャルデス 89分 |       | 難波宏明 8分 |                                |  |

| #71 2009年10月31日 | 清水エスパルス       | 2 - 0 | コンサドーレ札幌 | アウトソーシングスタジアム日本平 |  |
|                    | 永井雄一郎 1分, 20分 |       |                  |                                  |  |

| #72 2009年10月31日 | 京都サンガF.C. | 1 - 2 (延長) | ヴァンフォーレ甲府           | 西京極陸上競技場 |  |
|                    | 豊田陽平 21分  |              | 金信泳 35分 · 片桐淳至 107分 |                  |  |

### 4回戦
| #73 2009年11月14日 | 鹿島アントラーズ              | 2 - 1 | ヴィッセル神戸 | カシマサッカースタジアム |  |
|                    | 野沢拓也 55分 · ダニーロ 88分 |       | 石櫃洋祐 48分  |                          |  |

| #74 2009年11月14日 | サガン鳥栖              | 1 - 3 | ガンバ大阪                                               | 広島ビッグアーチ |  |
|                    | ハーフナー・マイク 47分 |       | ルーカス 9分 · ペドロ・ジュニオール 40分 · 明神智和 50分 |                  |  |

| #75 2009年11月15日 | 横浜F･マリノス | 1 - 2 | 川崎フロンターレ                  | 日産スタジアム |  |
|                    | 山瀬功治 57分  |       | ジュニーニョ 32分 · 矢島卓郎 85分 |                |  |

| #76 2009年11月15日 | FC東京 | 0 - 3 | ベガルタ仙台                                           | 香川県立丸亀競技場 |  |
|                    |        |       | 中原貴之 25分 · 中島裕希 59分 · マルセロ･ソアレス 89分 |                    |  |

| #77 2009年11月15日 | FC岐阜        | 1 - 0 | ジェフユナイテッド千葉 | 熊谷スポーツ文化公園陸上競技場 |  |
|                    | 吉本一謙 44分 |       |                        |                                |  |

| #78 2009年11月15日 | 名古屋グランパス                              | 3 - 1 | ジュビロ磐田         | 名古屋市瑞穂公園陸上競技場 |  |
|                    | 吉村圭司 42分 · 吉田麻也 51分 · 杉本恵太 83分 |       | カレン・ロバート 5分 |                            |  |

| #79 2009年11月15日 | 明治大学      | 1 - 3 | アルビレックス新潟                  | NDソフトスタジアム |  |
|                    | 山本紘之 46分 |       | 大島秀夫 16分 · 矢野貴章 40分, 64分 |                    |  |

| #80 2009年11月14日 | 清水エスパルス                          | 3 - 0 | ヴァンフォーレ甲府 | とりぎんバードスタジアム |  |
|                    | 原一樹 33分 · 49分 (o.g.) · 長沢駿 55分 |       |                    |                          |  |

### 準々決勝
| #81 2009年12月12日 | 鹿島アントラーズ | 1 - 2          | ガンバ大阪          | カシマサッカースタジアム        |  |
| 15:04              | 田代有三 44分    | 公式記録 (PDF) | 山崎雅人 29分, 69分 | 観客数: 11,053人 主審: 西村雄一 |  |

| #82 2009年12月12日 | ベガルタ仙台                   | 2 - 1 (延長)   | 川崎フロンターレ | ユアテックスタジアム仙台      |  |
| 13:04              | 中島裕希 35分 · 平瀬智行 108分 | 公式記録 (PDF) | 村上和弘 89分    | 観客数: 18,340人 主審: 東城穣 |  |

| #83 2009年12月13日 | 名古屋グランパス          | 3 - 0          | FC岐阜 | 名古屋市瑞穂公園陸上競技場      |  |
| 15:05              | ケネディ 44分, 67分, 81分 | 公式記録 (PDF) |        | 観客数: 12,211人 主審: 佐藤隆治 |  |

| #84 2009年12月12日 | 清水エスパルス                               | 3 - 2 (延長)   | アルビレックス新潟            | アウトソーシングスタジアム日本平 |  |
| 13:00              | 岡崎慎司 11分 · ヨンセン 86分 · 児玉新 104分 | 公式記録 (PDF) | 松下年宏 15分 · 矢野貴章 88分 | 観客数: 7,905人 主審: 松尾一     |  |

### 準決勝
| #85 2009年12月29日 | ガンバ大阪         | 2 - 1          | ベガルタ仙台  | 国立霞ヶ丘競技場陸上競技場      |  |
| 15:03              | ルーカス 3分, 65分 | 公式記録 (PDF) | 中原貴之 58分 | 観客数: 25,878人 主審: 高山啓義 |  |

| #86 2009年12月29日                                     | 名古屋グランパス     | 1 - 1 (5 - 3 PK戦)              | 清水エスパルス | エコパスタジアム                |  |
| 13:06                                                  | 玉田圭司 56分 (pen.) | 公式記録 (PDF)                  | 岡崎慎司 16分  | 観客数: 19,578人 主審: 家本政明 |  |
|                                                        |                      | PK戦                            |                |                                 |  |
| ケネディ 三都主アレサンドロ 玉田圭司 小川佳純 杉本恵太 |                      | 市川大祐 児玉新 原一樹 岡崎慎司 |                |                                 |  |

### 決勝
2010年元日の決勝戦は、準決勝でJ2勢初の決勝進出を目指したベガルタ仙台を振り切り、5チーム目（6回目）の連覇を目指すガンバ大阪と、準決勝で清水エスパルスとの激闘をPK戦の末に制し、第79回大会以来10年振りの天皇杯制覇を目指す名古屋グランパスとの対戦となった。
前半6分にルーカス・セベリーノの右足のシュートが決まってG大阪が先制するも、前半は名古屋がゲームを支配、前半40分にはゴール前の競り合いから中村直志が頭で押し込んで同点に追いついて前半を終える。後半はG大阪ペースとなり、後半22分に遠藤保仁がドリブルで持ち込んで勝ち越しゴール、終了間際にも二川孝広と遠藤が立て続けに駄目押し点を挙げて、G大阪が4-1で名古屋を下し、2年連続3度目の優勝を果たした。
G大阪はJ1リーグ戦3位で既にAFCチャンピオンズリーグ2010（ACL）出場権を確保していたが、この優勝でカップウィナーとしての出場となったため、J1リーグ戦4位のサンフレッチェ広島が繰り上がりでACLへの出場権を獲得した。
| #87 2010年1月1日 | ガンバ大阪                                           | 4 - 1          | 名古屋グランパス | 国立霞ヶ丘陸上競技場            |  |
| 14:02            | ルーカス 6分 · 遠藤保仁 77分, 90+2分 · 二川孝広 86分 | 公式記録 (PDF) | 中村直志 40分    | 観客数: 42,140人 主審: 扇谷健司 |  |